# Driving Miss Daisy
Driving Miss Daisy (conocida en español como Paseando a Miss Daisy) es una película estadounidense de 1989 producida por la Warner Brothers y adaptación de la obra de Alfred Uhry Driving Miss Daisy. La película fue dirigida por Bruce Beresford con Morgan Freeman y Jessica Tandy en los papeles protagonistas. 
La historia define a la señora Daisy y su punto de vista a través de una red de relaciones y emociones que se desarrollan en su casa, en la sinagoga, entre sus amigos y familiares, temores y preocupaciones. El chófer Hoke rara vez se ve fuera de la presencia de la señora Daisy, aunque el título implica que la historia es contada desde su perspectiva. La película fue ganadora del premio de la Academia de las Artes y las Ciencias Cinematográficas a mejor película en 1990.

## Argumento
En 1948, la señora Daisy Werthan es una viuda judía de 72 años que vive en Atlanta (Georgia) con la compañía de su trabajadora doméstica negra, llamada Idella. Tras un accidente con su automóvil Chrysler, el hijo de la señora Daisy, Boolie, contrata un chófer porque ninguna compañía de seguros la asegurará. Ella se niega pero Boolie está decidido a encontrar uno. Mientras tanto, ella está en casa incapaz de hacer sus compras, visitar a sus amigos y asistir a la sinagoga, por no poder conducir. Boolie encuentra a un hombre, Hoke Colburn. La señora Daisy en un principio se niega a la ayuda de Hoke, ante el hecho de que las personas puedan llegar a creer que es demasiado vieja y tonta para conducir.
La señora Daisy llega a aceptar la ayuda de Hoke y el hecho de necesitar ayuda para transportarse. La señora Daisy descubre que Hoke no sabe leer y, ejerciendo su antigua profesión como maestra, le enseña a hacerlo. La señora Daisy tiene que asistir a la fiesta del noventa cumpleaños de su hermano en Mobile, Alabama. Hoke le revela, durante el viaje, que es la primera vez que sale del Estado de Georgia. Durante su viaje de Atlanta a Mobile, la señora Daisy se enfrenta en varias circunstancias a los prejuicios sociales y raciales. Con el paso del tiempo coge aprecio a Hoke. En 1965, mientras veían la televisión en la cocina, Idella muere. La señora Daisy se entristece por la cercanía y el tiempo que compartió con Idella y, acompañada por su familia, son las únicas personas blancas en el funeral.
Ante los importantes cambios sociales de la época, la señora Daisy observa con especial atención los prejuicios y la discriminación hacia los negros y los judíos por lo que asiste al discurso en Atlanta del Dr. Martin Luther King. Inicialmente invita a la cena a Boolie, pero este siente dudas debido a su posición y al qué pensarán sus asociados de que asista al acto, y sugiere a la señora Daisy invitar a Hoke. La señora Daisy no menciona la invitación a Hoke hasta que él está llevándola a la cena. Su renuencia a invitar a Hoke subraya el racismo pasivo que a menudo pasa desapercibido en comparación con el racismo más abierto y agravado.
Pocos años más tarde, Hoke llega a casa de la señora Daisy y la encuentra en un estado de confusión. Hoke llama a Boolie y le dice que su madre se encuentra mal. Antes de la llegada de Boolie logra tranquilizar a la señora Daisy y ella le revela a Hoke que él es su mejor amigo sujetándole la mano. Boolie decide que lo mejor para su madre es que sea atendida en una casa de retiro.
Dos años más tarde, en 1973, Boolie decide vender la casa de la señora Daisy, y Hoke se ha retirado de la conducción. Hoke ahora cuenta con 85 años y la señora Daisy con 97. Boolie y Hoke se reúnen por último en casa de la señora Daisy y parten de ella a la casa de retiro para visitarla. La película termina con Hoke dando de comer una trozo de pastel a la señora Daisy, ambos recordando viejos tiempos y mezclado con la imagen del Cadillac que Hooke condujo para la señora Daisy, desplazándose por una calle con rumbo al horizonte.

## Comentarios
Driving Miss Daisy es la primera obra de teatro de la denominada "Trilogía de Atlanta" de Alfred Uhry, en las que se narra la vida de algunos miembros de la comunidad judía en la ciudad de Atlanta, Georgia. Alfred Uhry consiguió un gran éxito con su obra, llegando a ganar el Premio Pulitzer para obras dramáticas.
El título de la película debe ser interpretado como Manejando a la señora Daisy por el papel de Hoke al lidiar con el carácter de la señora Daisy.

## Reparto
- Morgan Freeman como Hoke  Colburn.
- Jessica Tandy como Daisy Werthan.
- Dan Aykroyd como Boolie Werthan.
- Patti LuPone como Florine Werthan.
- Esther Rolle como Idella.
- Joann Havrilla como Miss McClatchey.
- William Hall, Jr. como Oscar.
- Muriel Moore como Miriam.
- Sylvia Kaler como Beulah.
- Crystal R. Fox como Katey Bell.

## Premios

### Óscar 1990
| Categoría                 | Persona                                  | Resultado |
| ------------------------- | ---------------------------------------- | --------- |
| Mejor película            | Richard D. Zanuck Lili Fini Zanuck       | Ganadora  |
| Mejor actriz              | Jessica Tandy                            | Ganadora  |
| Mejor actor               | Morgan Freeman                           | Nominado  |
| Mejor actor de reparto    | Dan Aykroyd                              | Nominado  |
| Mejor guion adaptado      | Alfred Uhry                              | Ganador   |
| Mejor diseño de vestuario | Elizabeth McBride                        | Nominado  |
| Mejor dirección artística | Bruno Rubeo                              | Nominado  |
| Mejor montaje             | Mark Warner                              | Nominado  |
| Mejor maquillaje          | Manlio Rocchetti Lynn Barber Kevin Haney | Ganadores |

### Globos de Oro
| Categoría                          | Persona                                            | Resultado |
| ---------------------------------- | -------------------------------------------------- | --------- |
| Mejor Película - Comedia o musical | Richard D. Zanuck Lili Fini Zanuck Bruce Beresford | Ganadores |
| Mejor Actor - Comedia o musical    | Morgan Freeman                                     | Ganador   |
| Mejor Actriz - Comedia o Musical   | Jessica Tandy                                      | Ganadora  |